# L'Intrus (film, 1984)
Pour les articles homonymes, voir L'Intrus.
L'Intrus est un film dramatique français réalisé par Irène Jouannet, sorti en 1984.

## Synopsis
Anne a 40 ans et vit seule dans son appartement du 13e arrondissement de Paris. Ex-comédienne, elle travaille comme dactylo à domicile. Un homme en cavale, Gilles, complice d'un voleur retrouvé mort au pied de l'immeuble, s'installe de force chez elle.

## Fiche technique
- Titre : L'Intrus
- Réalisateur : Irène Jouannet
- Scénario : Irène Jouannet
- Photographie : Jean-Claude Vicquery
- Musique : Ivan Khaladji
- Son : Jean-Bernard Thomasson
- Montage : Dominique Roy
- Conseiller technique : Pascal Aubier
- Production : Kuiv Productions
- Pays de production :  France
- Genre : drame
- Durée :  90 minutes
- Date de sortie :
  - France : 19 septembre 1984

## Distribution
- Marie Dubois : Anne
- Richard Anconina : Gilles
- Christine Murillo : l'amie